# Pietro Ghersi
Pour les articles homonymes, voir Ghersi.
Pietro Ghersi, né en 1899 à Gênes et mort le 1er août 1972 en Italie est un pilote automobile et à moto italien.

## Biographie
Pietro Ghersi naît en 1899 à Gênes. Il débute par la compétition motocycliste dans les années 1920 et s'illustre dès 1926 en faisant partie  avec son frère Mario et Luigi Arcangeli, de la première délégation de pilotes italiens à se présenter au Tourist Trophy de l'île de Man.
À partir de 1927, il alterne courses de motos et compétition automobile, débute sur Officine Meccaniche puis, au fil des ans, utilise des Alfa Romeo et des Maserati, jusqu'à être intégré comme pilote de la Scuderia Ferrari en 1934. 
Il quitte l'écurie l'année suivante pour courir sur Maserati 8CM, passe la saison 1937 presque vierge de tout engagement et rejoint finalement la Scuderia Torino en 1938.
Pietro Ghersi quitte rarement l'Italie pour participer à des courses en France, en Allemagne, en Suisse ou à Monaco. En automobile, son palmarès est riche de ses engagements dans les courses italiennes avec de nombreux résultats dans les courses de voitures de sport et dans les courses de côte (deux victoires à Pontedecimo-Giovi, en 1931 sur Maserati 26M-8C 2500-, et 1937 sur Alfa Romeo 8C 2900 A). 
À moto, Ghersi obtient de bons résultats au niveau international, puisqu'il se classe deuxième du Tourist Trophy (sur l'île de Man), après avoir remporté les 24 Heures de Spa en 1930 avec le triple lauréat de l'épreuve, son compatriote Attilio Marinoni (sur Alfa Romeo 6C 1750 GS).
Il cesse définitivement la compétition en 1952, après une dernière apparition aux Mille Miglia sur Lancia Aurelia.

## Résultats en Championnat d'Europe des pilotes
| Saison | Écurie             | Constructeur | Châssis           | Moteur                  | GP disputés | Victoires | Pole positions | Meilleurs tours | Points inscrits | Classement  |
| ------ | ------------------ | ------------ | ----------------- | ----------------------- | ----------- | --------- | -------------- | --------------- | --------------- | ----------- |
| 1932   | Scuderia Ferrari   | Alfa Romeo   | Monza             | Alfa Romeo L8           | 1           | 0         | 0              | 0               | 20              | 12e ex æquo |
| 1935   | Scuderia Subalpina | Maserati     | 8C 6C-34          | Maserati L8 Maserati L6 | 2           | 0         | 0              | 0               | 51              | 21e ex æquo |
| 1936   | Scuderia Torino    | Maserati     | 6C-34             | Maserati L6             | 2           | 0         | 0              | 0               | 27              | 17e         |
| 1938   | Scuderia Torino    | Alfa Romeo   | 8C 2900A Tipo 308 | Alfa Romeo L8           | 2           | 0         | 0              | 0               | 24              | 9e ex æquo  |

| Saison | Écurie             | Constructeur | Châssis  | Moteur              | Course    | Course | Course | Course     | Course | Course     | Course | Classement  | Points inscrits |
| Saison | Écurie             | Constructeur | Châssis  | Moteur              | 1         | 2      | 3      | 4          | 5      | 6          | 7      | Classement  | Points inscrits |
| --- | ------------------ | ------------ | -------- | ------------------- | --------- | ------ | ------ | ---------- | ------ | ---------- | ------ | ----------- | --------------- |
| 1932 | Scuderia Ferrari   | Alfa Romeo   | Monza    | Alfa Romeo 2,3 l L8 | ITA 7e[*] | FRA Np | ALL Np |            |        |            |        | 12e ex-æquo | 20              |
| 1935 | Scuderia Subalpina | Maserati     | 8C       | Maserati 3,0 l L8   | MON Np    | FRA Np | BEL Np | ALL 12e    | SUI Np |            |        | 21e ex æquo | 51              |
| 1935 | Scuderia Subalpina | Maserati     | 6C-34    | Maserati 3,7 l L6   |           |        |        |            |        | ITA Abd[A] | ESP Np | 21e ex æquo | 51              |
| 1936 | Scuderia Torino    | Maserati     | 6C-34    | Maserati 3,7 l L6   | MON 8e    | ALL Np | SUI Np | ITA Abd[B] |        |            |        | 17e         | 27              |
| 1938 | Scuderia Torino    | Alfa Romeo   | 8C 2900A | Alfa Romeo 2,9 l L8 | FRA Np    | ALL 8e | SUI Np |            |        |            |        | 9e ex æquo  | 24              |
| 1938 | Scuderia Torino    | Alfa Romeo   | Tipo 308 | Alfa Romeo 3,0 l L8 |           |        |        | ITA 5e     |        |            |        | 9e ex æquo  | 24              |
| Légende |                    |              |          |                     |           |        |        |            |        |            |        |             |                 |
| Légende (1931 / 1935-1939) - Vainqueur : 1 point - Deuxième : 2 points - Troisième : 3 points - Quatrième ou complété à plus de 75 % : 4 points - Complété entre 50 et 75 % : 5 points - Complété 25 et 50 % : 6 points - Complété à moins de 25 % : 7 points - N'a pas participé (np) : 8 points - Disqualifié (dsq) : 8 points - En gras : pole position - En italique : meilleur tour en course - * : voiture partagée Légende (1932) - Vainqueur : 1 point - Deuxième : 2 points - Troisième : 3 points - Quatrième : 4 points - Cinquième : 5 points - Autre partant : 6 points - Disqualifié (dsq) : 6 points - N'a pas participé (np) : 7 points - En gras : pole position - En italique : meilleur tour en course - * : voiture partagée |                    |              |          |                     |           |        |        |            |        |            |        |             |                 |
| Voiture partagée (*) |                    |              |          |                     |           |        |        |            |        |            |        |             |                 |
| - ^ Grand Prix d'Italie 1932 : avec Antonio Brivio. |                    |              |          |                     |           |        |        |            |        |            |        |             |                 |
| Motifs des abandons |                    |              |          |                     |           |        |        |            |        |            |        |             |                 |
| - A. : Moteur - B. : Non précisé |                    |              |          |                     |           |        |        |            |        |            |        |             |                 |

## Autres victoires Sport
- Coppa di Messina 1932, sur Alfa Romeo 8C 2300 Monza pour la Scuderia Ferrari;
- Circuito di Sassari 1933, sur Alfa Romeo;
- Targa Abruzzi 1938, sur Alfa Romeo 8C 2300B avec Franco Cortese.

## Autre victoire en courses de côte
- Coppa del Cimino (près de Viterbe) 1932, sur Alfa Romeo 2300[6].